# Дженга (гра)
Дженга (англ. Jenga) — настільна гра, яку винайшла Леслі Скотт, а розповсюджує компанія Parker Brothers (підрозділ Hasbro). Гравці почергово дістають блоки з основи вежі й кладуть їх на верх, роблячи вежу все вищою і менш стійкою. Слово jenga - це наказовий спосіб від kujenga, в перекладі з суахілі означає «будувати».

## Правила гри
У грі беруть участь 54 (іноді 48 або 60) дерев'яні блоки. Довжина кожного блоку в три рази більша за його ширину, а висота трохи більша за половину його ширини. Для початку гри треба побудувати вежу висотою 18 (16 або 20 у випадках, коли брусків 48 або 60 відповідно) поверхів. Кожен поверх складається з трьох блоків, покладених впритул і паралельно один одному. Блоки кожного наступного поверху кладуться перпендикулярно блокам попереднього поверху.
Після того, як вежа збудована, гравці починають ходити. Першим ходить той, хто будував вежу. Хід у грі Дженга складається з витягування одного блоку з будь-якого рівня (за винятком того, що прямо під недобудованим верхнім) вежі і подальшого його розміщення нагорі вежі так, щоб його було можливо завершити (не можна добудовувати поверхи під незавершеним верхнім рівнем). Для вилучення блоку дозволено використовувати тільки одну руку; другу руку теж може використовувати, але торкатися до вежі одночасно можна тільки однією рукою. Блоки можна підштовхувати, щоб знайти той, який сидить найвільніше. Будь-який зрушений з місця блок можна залишити на місці та не продовжувати його діставати, якщо це призведе до падіння вежі. Хід закінчується тоді, коли наступний гравець доторкнеться до вежі або коли пройде 10 секунд, залежно від того, яка подія станеться раніше.
Гра закінчується тоді, коли вежа падає. Падінням вежі вважається падіння будь-якого блоку, крім того, який гравець в даний хід намагається розташувати нагорі вежі. Переможеним вважається той, у чий хід відбувся обвал вежі. Однак якщо впало кілька блоків, то гравці можуть за бажанням продовжити гру.

## Походження
Дженгу придумала Леслі Скотт у 1983 році. В основу дженги лягла гра, придумана її родиною на початку 1970-х, в якій використовувалися дитячі дерев'яні кубики. Попри британську національність, Скотт народилася в Східній Африці і виховувалася двома мовами одночасно - англійською та мовою суахілі. Скотт розробила і запустила гру, яку вона назвала «Дженга», в 1983 коли працювала в компанії London Toy Fair і продавала її через свою компанію - Leslie Scott Associates.
Український аналог Дженги - гра Вежа, яка виробляється з міцних порід дерева (ясена) та має схожі правила гри.